# 행정예고
행정예고(行政豫告)란 1. 국민생활에 매우 큰 영향을 주는 사항, 2. 많은 국민의 이해가 상충되는 사항, 3. 많은 국민에게 불편이나 부담을 주는 사항, 4. 그 밖에 널리 국민의 의견을 수렴할 필요가 있는 사항에 대한 정책, 제도 및 계획을 수립·시행하거나 변경하려는 경우에는 이를 예고하는 것을 말한다. 예고로 인하여 공공의 안전 또는 복리를 현저히 해칠 우려가 있거나 그 밖에 예고하기 곤란한 특별한 사유가 있는 경우에는 예고하지 아니할 수 있다.

## 행정예고의 방법
(행정예고방법) 행정청은 정책(안) 등의 취지, 주요내용 등을 관보·공보나 인터넷·신문·방송 등을 통해 공고하여야 한다.(행정절차법 제47조제1항)
(행정예고기간) 예고 내용의 성격 등을 고려하여 정하되, 특별한 사정이 없으면 20일 이상으로 한다.(행정절차법 제46조제3항)

## 참고 문헌
- 김철용, 행정법, 고시계사, 2015.

## 같이 보기
- 입법예고
- 공포 (법률)
- 공청회